# Кардица (округ)
Округ Кардица је округ у периферији Тесалији и истоименој историјској покрајини, у средишњем делу Грчке. Управно средиште округа је истоимени град Кардица, а значајан је и град Софадес.
Округ Кардица је успостављен 2011. године на месту некадашње префектуре, која је имала исти назив, обухват и границе.

## Природне одлике
Округ Кардица је континентални округ Грчке. На северу се граничи са округом Трикала, на западу са округом Арта, на југу са окрузима Етолија-Акарнанија и Евританија, на југоистоку са округом Фтиотида и на истоку са округом Лариса.
Најважнији део округа је источни, низијски, Тесалијска равница (тзв. „Житница Грчке"), коју овде граде реке Пинејос на северу и Мегдова на југу, а где се налази и град Кардица. Због тога источни део има ниску надморску висину од око 100-150 m. У западном делу префектуре налази се планински масив Пинда, овде познат под називом Аграфа. Ове планине су богате шумама. Пиндски део је познат по вештачком језеру Пластира, које са својом шумовитом околином представља веома сликовит предео.
Клима у округу Кардица је оштрија варијанта средоземне климе, да би на већим висинама прешла у планинску.

## Историја
У доба антике ова област је била постала значајна после освајања од стране античке Македоније. У каснијим епохама долази владавина Римљана, затим Византинаца и на крају Османлија. Иако су месни Грци били веома активни током Грчког устанка 1821. г, ово подручје поново постало део савремене Грчке тек 1881. г. 1947. године префектура Кардица је успостављена у данас непромењеним границама. Некадашња префектура, данас округ, је протеклих деценија била осавремењена.

## Становништво
По последњим проценама из 2005. године округ Кардица је имао око 130.000 становника, од чега око 40% живи у седишту округа, граду Кардици.
Етнички састав: Главно становништво округа су Грци, док је у области Аграфа било и Аромуна (данас махом погрчени). Последњих година овде се населио и омањи број насељеника из целог света.
Густина насељености је нешто око 50 ст./км2, што је осетно мање од просека Грчке (око 80 ст./км2). Равничарски део на истоку је много боље насељен него планинско залеђе на западу.

## Управна подела и насеља
Округ Кардица се дели на 6 општина:
1. Аргитеја
2. Кардица
3. Музаки
4. Паламас
5. Пластира језера
6. Софадес

Кардица је седиште округа и једини већи град (> 10.000 ст.) у округу.

## Привреда
Префектура Кардица, као и цела Тесалија, познат је пољопривредни крај по узгоју жита, воћа и поврћа, стоке. Индустрија се почела развијати током протеклих стотинак година и данас је то претежно лака индустрија.